# アルコールデヒドロゲナーゼ (アズリン)
アルコールデヒドロゲナーゼ (アズリン) (alcohol dehydrogenase (azurin)) は、次の化学反応を触媒する酸化還元酵素である。
一級アルコール + アズリン {\displaystyle \rightleftharpoons } アルデヒド + 還元型アズリン
この酵素の基質は一級アルコールとアズリンで、生成物はアルデヒドと還元型アズリンである。
この酵素は酸化還元酵素に属し、その他未知の化合物を受容体として供与体であるCH-OH基に特異的に作用する。組織名はalcohol:azurin oxidoreductaseで、別名にtype II quinoprotein alcohol dehydrogenase、quinohaemoprotein ethanol dehydrogenase、QHEDH、ADHIIBがある。